# 巨人托爾
巨人托爾是愛沙尼亞神話中，居住在薩雷馬島的巨人英雄。

## 傳說
托爾樂於助人，但脾氣非常暴躁。愛喝啤酒，愛洗三溫暖。他向惡魔或敵人投擲巨石，根據民間傳說，他最終被敵人斬首。之後，他將頭放在劍上，然後前往他的墳墓，但他在死後承諾，一旦發生戰爭，他會回來幫助島上的居民。

## 脚注
1. ↑  Haase, Donald. . Greenwood Publishing Group. 2008  [2023-02-13]. ISBN 978-0-313-33441-2. （原始内容存档于2023-02-13）.